# ビータ・スチオピナ
ビータ・スチオピナ（Viktoriya "Vita" Styopina、ウクライナ語: Вікторія Іванівна Стьопіна, 1976年2月21日 - ）は、ウクライナの陸上競技選手。2004年アテネオリンピック女子走高跳で2m02の自己ベストを出し、銅メダルを獲得した。ザポリージャ出身。

## 主な実績
| 年   | 大会                               | 場所                         | 結果     | 記録 |
| ---- | ---------------------------------- | ---------------------------- | -------- | ---- |
| 1995 | ヨーロッパジュニア陸上競技選手権   | ニーレジハーザ（ハンガリー） | 金       | 1m91 |
| 1999 | 世界陸上競技選手権                 | セビリア（スペイン）         | 7位      | 1m96 |
| 1998 | ヨーロッパ陸上競技選手権           | ブダペスト（ハンガリー）     | 7位      | 1m92 |
| 2004 | 世界室内陸上競技選手権             | ブダペスト（ハンガリー）     | 8位      | 1m91 |
| 2004 | オリンピック                       | アテネ（ギリシャ）           | 銅       | 2m02 |
| 2004 | IAAFワールドアスレチックファイナル | モンテカルロ（モナコ）       | 銀       | 1m98 |
| 2005 | 世界陸上競技選手権                 | ヘルシンキ（フィンランド）   | 7位      | 1m93 |
| 2006 | 世界室内陸上競技選手権             | モスクワ（ロシア）           | 7位      | 1m96 |
| 2008 | オリンピック                       | 北京（中国）                 | 12位     | 1m93 |
| 2010 | ヨーロッパ陸上競技選手権           | バルセロナ（スペイン）       | 6位      | 1m95 |
| 2011 | 世界陸上競技選手権                 | 大邱（韓国）                 | 予選落ち | 1m92 |
| 2012 | オリンピック                       | ロンドン（イギリス）         | 予選落ち | 1m80 |

## 自己ベスト
- 走高跳 2.02m （2004年）